# Viale della canzone
Viale della canzone è film del 1965, scritto, diretto e prodotto da Tullio Piacentini. Si tratta di un film composto da canzoni di cantanti italiani e stranieri, intercalati da scene umoristiche.
Fra parte di una sorta di trilogia di musicarelli girati in quell'anno da Piacentini, trilogia di cui fanno parte, oltre a questo, anche 008 operazione ritmo e Questi pazzi, pazzi italiani.
Tra i partecipanti, Edoardo Vianello, Vanna Brosio e Jimmy Fontana.
Nel film il gruppo de Le Amiche esegue la canzone Se mi vuoi un po' di bene.